# ربه‌کا بنسن
ربه‌کا بنسن (انگلیسی: Rebecca Benson؛ زادهٔ ۲۴ آوریل ۱۹۹۰) بازیگر اهل بریتانیا است. وی از سال ۲۰۱۱ میلادی تاکنون مشغول فعالیت بوده‌است.
از فیلم‌ها یا برنامه‌های تلویزیونی که وی در آن نقش داشته‌است می‌توان به مکبث، ورا، تاج، بازی تاج‌وتخت، دکتر هو و هم‌خون من اشاره کرد.